# Lost Girls (álbum)
Lost Girls es el quinto álbum de estudio de la cantante y compositora británica Natasha Khan, conocida profesionalmente como Bat for Lashes. Fue lanzado el 6 de septiembre de 2019 a través de AWAL. Es el primer álbum de Khan desde The Bride, de 2016. El sencillo "Kids in the Dark" fue lanzado el 10 de junio de 2019.
Khan citó como inspiración para el álbum a la música y el cine de la década del '80, con artistas como Bananarama, Cyndi Lauper y The Blue Nile, así como al compositor John Williams.

## Promoción
Khan anticipó un lanzamiento durante junio de 2019 por medio de vídeos en sus cuentas sociales. El anuncio formal se efectuó el 10 de junio.

## Lista de canciones
| N.º   | Título             | Duración |  |
| 1.    | «Kids in the Dark» | 3:28     |  |
| 2.    | «The Hunger»       | 4:59     |  |
| 3.    | «Feel for You»     | 3:39     |  |
| 4.    | «Desert Man»       | 3:26     |  |
| 5.    | «Jasmine»          | 2:55     |  |
| 6.    | «Vampires»         | 3:02     |  |
| 7.    | «So Good»          | 3:33     |  |
| 8.    | «Safe Tonight»     | 4:16     |  |
| 9.    | «Peach Sky»        | 4:34     |  |
| 10.   | «Mountains»        | 4:31     |  |
| 38:23 |                    |          |  |